# Berberis pallida
Berberis pallida là một loài thực vật có hoa trong họ Hoàng mộc. Loài này được Hartw. ex Benth. mô tả khoa học đầu tiên năm 1840.